# 人工衛星局
人工衛星局（じんこうえいせいきょく）は、無線局の種別の一つである。

## 定義
総務省令電波法施行規則第4条第1項第20号に「法第6条第1項第4号に規定する人工衛星局」と定義している。
「法」は電波法のことであり、第6条第1項第4号で「移動する無線局のうち、人工衛星の無線局」と定義している。
関連する種別の定義として、第4条第1項に
- 第20号の11に衛星基幹放送局を「衛星基幹放送（放送法第2条第13号の衛星基幹放送をいう。）を行う基幹放送局（衛星基幹放送試験局を除く。）」
- 第20号の12に衛星基幹放送試験局を「衛星基幹放送を行う基幹放送局（放送及びその受信の進歩発達に必要な試験、研究又は調査のため、一般公衆によつて直接受信されるための無線電話、テレビジョン、データ伝送又はファクシミリによる無線通信業務を試験的に行うものに限る。）」

がある。 
引用の促音の表記は原文ママ

## 概要
文字通り、人工衛星に搭載した無線局である。定義にもある通り、衛星一般放送用であれば人工衛星局として免許されるが衛星基幹放送用は衛星基幹放送局または衛星基幹放送試験局として免許される。

## 免許
外国籍の者に免許は原則として与えられないことは電波法第5条第1項に定められているが、第2項に例外が列挙され
- 第8号　電気通信業務を行うことを目的として開設する無線局が

あり、外国人や外国の会社・団体でも人工衛星局を開設できる。 
人工衛星局を運用する際には他国の衛星通信に影響を与えないように国際調整を図るのが必須となるので、それをふまえた上で国内での免許手続きが行なわれる。
種別コードはEKT。有効期間は免許の日から5年。但し、当初に限り有効期限は5年以内の一定の11月30日となる。
用途
局数の推移に見るとおり宇宙開発用および電気通信業務用（衛星一般放送用が含まれる。）が多数を占める。
無線局免許状の備付け
電波法施行規則第38条第1項により無線局免許状は無線局に備え付けるものとされるが、第38条の3第1項に基づく告示により、人工衛星に搭載されるものは「無線従事者の常駐する場所のうち主なもの」に備え付ければよい。

### 旧技術基準の機器の使用
無線設備規則のスプリアス発射等の強度の許容値に関する技術基準改正

により、旧技術基準に基づく無線設備が免許されるのは「平成29年11月30日」まで
、
使用は「平成34年11月30日」まで

とされた。
但し、宇宙局の無線設備は設置し続ける限り再免許可能であり、人工衛星局も設置し続ける限り再免許可能である、
対象となるのは、
- 「平成17年11月30日」[6]までに製造された機器
- 経過措置として、旧技術基準により「平成19年11月30日」までに製造された機器[7]

である。
新規免許は「平成29年12月1日」以降はできないが、使用期限はコロナ禍により「当分の間」延期された。
但し、人工衛星局は設置し続ける限り再免許可能であることは変わらない。
詳細は無線局#旧技術基準の機器の使用を参照。

## 運用
無線局運用規則第9章 宇宙無線通信の業務の無線局の運用による。
人工衛星局を運用する際には他の衛星通信に影響を与えないようにしなければならない。
電波法第36条の2及び電波法施行規則第32条の5により、人工衛星局の無線設備は、遠隔操作により電波の発射を直ちに停止することのできるものでなければならない。 
また、対地静止衛星の人工衛星局は、設置場所を遠隔操作により変更することができるものでなければならないと規定される。

## 操作
人工衛星局は、政令電波法施行令第3条第2項第6号に規定する陸上の無線局であり、陸上系の無線従事者による管理（常駐するという意味ではない。）を要する。
これは人工衛星局を制御する地球局の管理に適用される。
なお、衛星基幹放送をする無線局は、定義にある通り人工衛星局ではなく衛星基幹放送局または衛星基幹放送試験局の種別で免許され、これらを制御する地球局は「放送事業用」として免許される。
人工衛星局を制御する地球局に必要な無線従事者の能力については次のようになる。
- 電波の質に影響を及ぼさないものの技術操作であれば、第二級陸上特殊無線技士以上
- 上記以外のものは第一級陸上特殊無線技士以上

## 検査
- 落成検査は、一部を除き登録検査等事業者等による点検が可能で、この結果に基づき一部省略される。
- 定期検査は、電波法施行規則別表第5号第26号により周期は1年。一部を除き登録検査等事業者等による検査が可能で、この結果に基づき省略される。但し、衛星一般放送用で可能なのは検査ではなく点検で、この結果に基づき一部省略される。
- 変更検査は、落成検査と同様である。

## 沿革
1961年（昭和36年）- 宇宙局が電波法施行規則に「地球の大気圏の主要部分の外にあるか又はその外に出ようとする物体で地球の表面上の地点の間の飛行を目的としないものの上にある無線局であつて、地球宇宙間の無線通信業務を行なうもの」と定義
- 人工衛星局に相当する無線局も宇宙局であった。

1965年（昭和40年）- 宇宙局の定義が「地球の大気圏の主要部分の外にある（その主要部分の外に出ることを目的とし、又はその主要部分の外から入つたものを含む。）に開設する無線局」と改正
1973年（昭和48年）- 「宇宙無線通信」が「宇宙局若しくは受動衛星（地球衛星であつて、当該衛星による電波の反射を利用して通信を行なうために使用するものをいう。）その他宇宙にある物体に送り、又は宇宙局若しくはこれらの物体から受ける無線通信」と定義
1980年（昭和55年）- 電波法施行規則に定義、併せて放送衛星局が「一般公衆によつて直接受信されるための無線電話、テレビジヨン又はフアクシミリによる無線通信業務を行う人工衛星局（衛星送試験局を除く。）」 と、放送試験衛星局が「放送及びその受信の進歩発達に必要な試験、研究又は調査のため、一般公衆によつて直接受信されるための無線電話、テレビジヨン又はフアクシミリによる無線通信業務を試験的に行う人工衛星局」 と定義
引用の送り仮名、促音、拗音の表記は原文ママ
1993年（平成5年）- 電波利用料制度化、電波法別表第6第3項の「人工衛星の無線局」が適用
2011年（平成23年）- 放送衛星局、放送試験衛星局が衛星基幹放送局、衛星基幹放送試験局と改称、これらの定義も変更
| 年度         | 総数 | 宇宙開発 | 電気通信業務 | 出典                 | 出典                           |
| ------------ | ---- | -------- | ------------ | -------------------- | ------------------------------ |
| 平成11年度末 | 71   | 23       | 27           | 地域・局種別無線局数 | 平成11年度第4四半期末          |
| 平成12年度末 | 62   | 26       | 29           | 地域・局種別無線局数 | 平成12年度第4四半期末          |
| 平成13年度末 | 60   | 23       | 30           | 用途別無線局数       | H13 用途・業務・免許人・局種別 |
| 平成14年度末 | 62   | 26       | 28           | 用途別無線局数       | H14 用途・局種別無線局数       |
| 平成15年度末 | 62   | 26       | 28           | 用途別無線局数       | H15 用途・局種別無線局数       |
| 平成16年度末 | 55   | 25       | 24           | 用途別無線局数       | H16 用途・局種別無線局数       |
| 平成17年度末 | 55   | 25       | 24           | 用途別無線局数       | H17 用途・局種別無線局数       |
| 平成18年度末 | 56   | 26       | 20           | 用途別無線局数       | H18 用途・局種別無線局数       |
| 平成19年度末 | 52   | 25       | 19           | 用途別無線局数       | H19 用途・局種別無線局数       |
| 平成20年度末 | 52   | 25       | 19           | 用途別無線局数       | H20 用途・局種別無線局数       |
| 平成21年度末 | 47   | 24       | 15           | 用途別無線局数       | H21 用途・局種別無線局数       |
| 平成22年度末 | 47   | 24       | 15           | 用途別無線局数       | H22 用途・局種別無線局数       |
| 平成23年度末 | 45   | 24       | 15           | 用途別無線局数       | H23 用途・局種別無線局数       |
| 平成24年度末 | 44   | 22       | 16           | 用途別無線局数       | H24 用途・局種別無線局数       |
| 平成25年度末 | 44   | 22       | 16           | 用途別無線局数       | H25 用途・局種別無線局数       |
| 平成26年度末 | 44   | 22       | 15           | 用途別無線局数       | H26 用途・局種別無線局数       |
| 平成27年度末 | 40   | 21       | 15           | 用途別無線局数       | H27 用途・局種別無線局数       |
| 平成28年度末 | 46   | 25       | 18           | 用途別無線局数       | H28 用途・局種別無線局数       |
| 平成29年度末 | 46   | 23       | 12           | 用途別無線局数       | H29 用途・局種別無線局数       |
| 平成30年度末 | 46   | 23       | 12           | 用途別無線局数       | H30 用途・局種別無線局数       |
| 令和元年度末 | 49   | 26       | 12           | 用途別無線局数       | R01 用途・局種別無線局数       |
| 令和2年度末  | 47   | 26       | 12           | 用途別無線局数       | R02 用途・局種別無線局数       |
| 令和3年度末  | 53   | 26       | 12           | 用途別無線局数       | R03 用途・局種別無線局数       |
| 令和4年度末  | 55   | 29       | 12           | 用途別無線局数       | R04 用途・局種別無線局数       |
| 令和5年度末  | 57   | 35       | 12           | 用途別無線局数       | R05 用途・局種別無線局数       |